# حقل السرير
اكتشف حقل سرير في جنوب شرق ليبيا خلال عام 1961، ويُعتبر أكبر حقل نفط في ليبيا، وُيقدر احتياطي النفط بـ 12 جـ.برميل (1.9 كـم3). تشغله شركة الخليج العربي للنفط ( أيه جي أُو كو)، وهي شركة تابعة للمؤسسة الوطنية للنفط المملوكة للدولة( إن أُو سي).

## الموقع
يقع حقل سرير على الحافة الغربية لــبحر كالانشيو الرملي؛ على الحافة الجنوبية الشرقية لـحوض سرت. يبلغ سرير سي- الي هو جزء من مجمع ثلاثي الحقول- حوالي 56 كم طول، 40 كم عرض؛ يُغطي نحو 378 كيلومتر مربع. إلى الشمال منه يقع سرير إل؛ والذي يُغطي نحو 15 ميل2 (39 كـم2). يقع بين الاثنين حوض شمال سرير الأصغر بكثير. أقصى استخراج مُقدر للنفط من سرير إل هو 1.2 جـ.برميل (190,000,000 م3) .

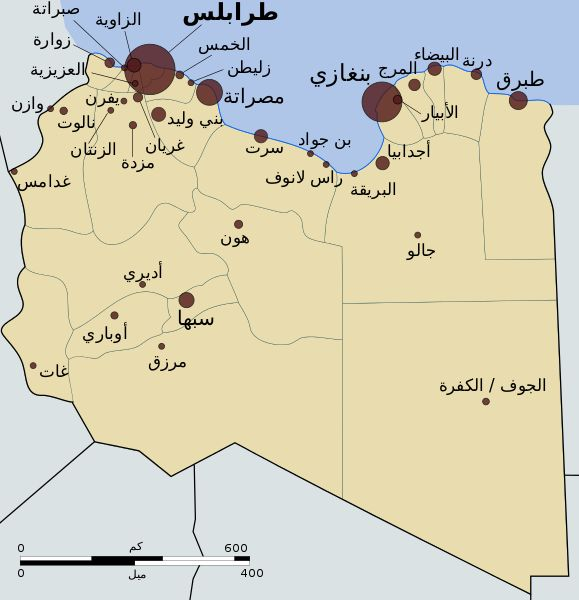
حقول النفط في ليبيا

## ما قبل الاكتشاف
في عام 1957، منحت الحكومة الليبية الامتياز C-65 لشركة نيلسون بانكر هنت، وهي منتج نفط مستقل من تكساس. بحلول عام 1960، أخذت شركة بي بي BP حصة 50 ٪ في الامتياز C-65، وأصبحت المُشغل. بعد الاكتشافات الكبيرة في حوض سرت في عامي 1958 و 1959، تم إجراء مسح الزلازل الارتدادي على منطقة امتياز C-65، تلاه مسح مغناطيسي جوي؛ والذي أظهر وجود هياكل كبيرة. لاحقاً في ذلك العام، بدأت شركة بي بي الحفر في C-65 ، 80، 81، مستهدفة كربونات العصرين الباليوسيني والطباشيري؛ مما أسفر عن اكتشافات في حقول ناصر( حقل زلطن)، ديفا، راجوبا، باهي. اكتشف موبيل رمال قاعدية من العصر الطباشيري في أمال عام 1959، لكن النتائج الأولية لم تعترف بإمكانياتها الكاملة.

النفط والغاز في ليبيا عام 2011

قبل حفر بئر C-1-65، حفرت شركة بي بي لستة اختبارات القاعدة الأساسية لكلاً من C-65 ،80، 81. لم يكن لدى أي منهم مظاهر هيدروكربونية عالية. كانت كربونات الإيوسين والباليوسين والطباشيري بشكل عام محملة بالمياه العذبة، وكان أعلى القاعدة الأساسية مغطى بطفل صفحي من أواخر العصر الطباشيري. كانت هناك بقايا حمراء عرضية عند ملامسة القاعدة الأساسية والطفل الصفحي مع رواسب البيتومين. ثبت أن العديد من الآبار مُكلفة جداً؛ بسبب فقد انتشار كربونات العصرين الباليوسيني-الطباشيري، وتجاويف في طفل أواخر العصر الطباشيري. كان هذا من الخطورة؛ لدرجة أن حقل سرير كاد يتم تجاوزه تقريبًا؛ لأن النفط لم يكن متوقعًا في التكوين النوبي. ومع ذلك، أصر كبير الجيولوجيين في شركة بي بي أن تؤخذ نواة القاعدة الأساسية من كل بئر. اتضح أن هذا كان قرارًا جيدًا؛ حيث تبين لاحقًا أن: C-1-65 خزان غزير الإنتاج؛ بمعدلات إنتاج أولية تبلغ 20,000 برميل/ي (3,200 م3/ي).

## اكتشاف
تجنبت شركة بي بي لسنوات استخدام أجهزة الكشف عن الغاز على منصاتها النفطية، مستشهدة بالعديد من الإنذارات الكاذبة. ومع ذلك، في عام 1961، تم التعاقد مع بارويد لإعداد أجهزة الكشف عن الغاز في الآبار الليبية التابعة لشركة بي بي. أعطى C-1-65 قراءات عالية. تم اعتبار هذا إنذارًا كاذبًا، لكن القراءات العالية استمرت. كشفت فحوصات عينات التجويف الطفلي عن وجود حبيبات رمل ملطخة بالزيت في قاع الصفيحة.

خريطة ليبيا

## نشاط إرهابي
تم إغلاق المخرج من حقل السرير؛ بعد هجوم بقنبلة في 16 فبراير 2015؛ ألحق الضرر بخط أنابيب الحقل إلى ميناء النفط البري الوحيد العامل في ليبيا.